# Serpentine Dominion
Serpentine Dominion ist eine US-amerikanische Death-Metal-Band.

## Geschichte
Die Ursprünge der Band reichen in das Jahr 2009 zurück, als Gitarrist und Bandgründer Adam Dutkiewicz mit seiner Hauptband Killswitch Engage im Rahmen der Mayhem-Festival-Tour auch mit Sänger George „Corpsegrinder“ Fisher (Cannibal Corpse) und Schlagzeuger Shannon Lucas (damals The Black Dahlia Murder) unterwegs war. Als Dutkiewicz die beiden „Abend für Abend auf der Bühne sah, reifte in [ihm] die Idee, ein gemeinsames Projekt anzustoßen“. Explizit wollte er ein Album schreiben, das auf den Sänger George Fisher ausgerichtet ist. Als Ghostwriter verfasste Jesse Leach, Sänger von Killswitch Engage, die Texte für das Ende Oktober 2016 veröffentlichte Debütalbum.

## Stil
In der Eigenbeschreibung Dutkiewicz’ kombiniert die Band „aggressive Death-Metal-Riffs mit melodischem, eher klassisch-europäischem Metal“. Im Review von Metal1 wurde das selbstbetitelte Debüt als „technisch anspruchsvoller, aber keinesfalls verkopfter Death Metal“ sowie als „musikalischer Blutrausch“ bezeichnet. In der Rezension des Metal Hammer wurde der von Dutkiewicz im Hintergrund eingestreute Klargesang betont, der dem Album „eine weitere, sehr unterhaltsame Facette“ verleihe.

## Diskografie
- 2016: Serpentine Dominion (Metal Blade Records)